# Aldebert I. (La Marche)
Aldebert I. (auch Adalbert; † 997 vor Gençay) war seit etwa 975 ein Graf von La Marche aus dem Haus Périgord. Er folgte seinem Vater, Boson I. dem Alten, um das Jahr 974/975 in dessen Besitzungen in der Grenzlandschaft (franz.: la Marche) des Limousin zum Berry nach und trug als erster der Familie dafür auch den Grafentitel (comitis Marchiæ).
Kurz nach dem Tod des Vaters wurden Aldebert und sein älterer Bruder, Graf Elias I. von Périgord, von dem Vizegrafen Guido I. von Limoges gefangen genommen, mit dessen Sippe die ihre verfeindet war. Während Elias noch im selben Jahr aus dem Kerker fliehen konnte, musste Aldebert der Überlieferung nach eine sehr lange Haft erdulden. Durch den baldigen Tod seines Bruders wurde er auch zum Grafen des Périgord. Vermutlich im Jahr 989 schloss er einen Frieden mit dem Vizegrafen, indem er dessen Schwester heiratete, möglich, dass er zu diesem Anlass nun auch als Graf des Grenzlandes (franz.: comte de la Marche) anerkannt wurde. Der Frieden ermöglichte am 1. Juni 989 die Einberufung eines Konzils des aquitanischen Klerus in der Abtei Charroux, als deren Schutzherren (advocati) die Söhne Bosos des Alten gelten. Dieses Konzil befasste sich erstmals mit der Einführung des Gottesfriedens im aquitanischen Raum, um dem Zustand des feudalen Anarchismus entgegenzuwirken. Dieses Friedenskonzil wurde im Jahr 994 in Limoges ein zweites Mal einberaumt.
Ungeachtet dessen befehdeten Aldebert und sein jüngerer Bruder Boson II. anschließend den Herzog Wilhelm V. von Aquitanien, der eigentlich ihr Lehnsherr war. Gegen ihn verbündeten sie sich zur Jahreswende 995/996 mit dem mächtigen Grafen Fulko III. Nerra von Anjou. Aldebert griff zuerst Gençay an und zerstörte es, um darauf gegen Poitiers zu ziehen, wo er auf dem Weg ein Heer des Herzogs besiegte, das sich ihm entgegengestellt hatte. Danach vereinte er seine Kräfte mit denen von Anjou, und gemeinsam eroberten sie im März 996 Tours. Dies provozierte im Frühjahr 997 eine Reaktion König Roberts II., der im Bunde mit dem Herzog von Aquitanien und dem Grafen von Blois eine Gegenoffensive startete und Fulko und Aldebert aus Tours vertrieb. Bei dieser Gelegenheit soll der König eine Frage an Aldebert adressiert haben, wer ihn denn überhaupt zum Grafen ernannt hätte. Aldebert soll mit der Gegenfrage reagiert haben, wer denn Robert II. zum König gemacht habe. Eine Anspielung auf die mangelnde Anerkennung der noch jungen Königsdynastie der Kapetinger unter den aquitanischen Großen.
Aldebert und sein Bruder führten den Kampf fort. Dabei griff er im Sommer 997 erneut das wieder aufgebaute Gençay an, wurde dabei aber von einem Pfeil tödlich verwundet. Er wurde in der Abtei von Charroux bestattet.
Er war verheiratet mit einer Tochter des Vizegrafen Gerald von Limoges. Mit ihr hatte er einen Sohn, Bernard I., der ihm allerdings wegen Unmündigkeit nicht direkt nachfolgte. Stattdessen übernahm Boson II. die Grafschaften La Marche und Périgord.